# Michael A. Goorjian
Pour les articles homonymes, voir Goorjian.
Michael A. Goorjian est un acteur et réalisateur américain né le 4 février 1971 à Oakland (Californie).
Il joua régulièrement à la télévision dans la série La Vie à cinq.

## Filmographie sélective
Comme acteur
- 1991 : Shelf Life de Mark D. Allen  : Adam
- 1992 : Newsies : Skittery
- 1992 : Forever Young : Steven
- 1993 : La Rivière infernale (The Flood: Who Will Save Our Children?) (TV) : Scott Chapman
- 1998 : Screening
- 1998 : SLC Punk! : Bob
- 1998 : Pluie d'enfer
- 1999 : Issue de secours (Do Not Disturb) de Dick Maas : Billy Boy Manson
- 1999 : How to Get Laid at the End of the World : Michael
- 1999 : Here Lies Lonely : Sid
- 1999 : The Invisibles : Jude
- 1999 : Something More : Sam
- 2001 : Amerikana
- 2002 : The Mesmerist : Coroner
- 2002 : Go for Broke : Rome
- 2004 : Happily Even After : Stuart
- 2004 : Illusion : Christopher
- 2005 : Pomegranate : Jack
- 2006 : Conversations with God : Roy
- 2006 : Broken
- 2008 : Around June : M.. Lewis

Comme réalisateur
- 1997 : Oakland Underground
- 1998 : Call Waiting
- 2004 : Illusion
- 2007 : The War Prayer